# Rossinyol cuacurt
El rossinyol cuacurt (Sheppardia poensis) és una espècie d'ocell de la família dels muscicàpids (Muscicapidae). Té una distribució dispersa per tot l'Àfrica central. Els seus hàbitats naturals són els boscos tropicals i subtropicals de frondoses humits de l'estatge montà i els boscos secs subtropicals. El seu estat de conservació es considera de risc mínim.
El rossinyol cuacurt abans es considerava coespecífic del rossinyol de Bocage (Sheppardia bocagei), però el Congrés Ornitològic Internacional va segmentar aquest tàxon com a espècie diferent el 2021.